# Temešvár
Temešvár (rumunsky  Timișoara, maďarsky Temesvár) je rumunské město v západní části země, sídlo župy Timiș, v regionu Banát. V roce 2016 zde žilo 332 983 obyvatel a byl tak po Bukurešti, Jasech a Kluži čtvrtým největším rumunským městem. Je to průmyslové město s rozvinutými službami.
Jméno odvozeno od jména řeky Timiș (maďarsky Temes – [temeš]) a maďarské přípony -vár, znamenající „hrad“.

## Historie

### Středověk
Poprvé je Temešvár zmíněn v roce 1019 pod různými názvy (Dibiscos, Bisiskos, Tibiskos, Tibiskon, Timbisko), a to v pramenech z doby byzantského císaře Basileia II. Přesto o věrohodnosti těchto zpráv vedou někteří historikové spory a za datum založení města považují až rok 1212. Předpokládá se, že celá oblast byla připojena k Uhrám kolem roku 1010.
V letech 1241–1242 během vpádu do Uher vyplenili Temešvár Mongolové, ve 14. století tu také občas sídlili uherští králové. Po dobytí Turky v červenci 1552, kteří tudy postupovali na sever do Uher, tu bylo zřízeno centrum nového pašalíku.

### Novověk

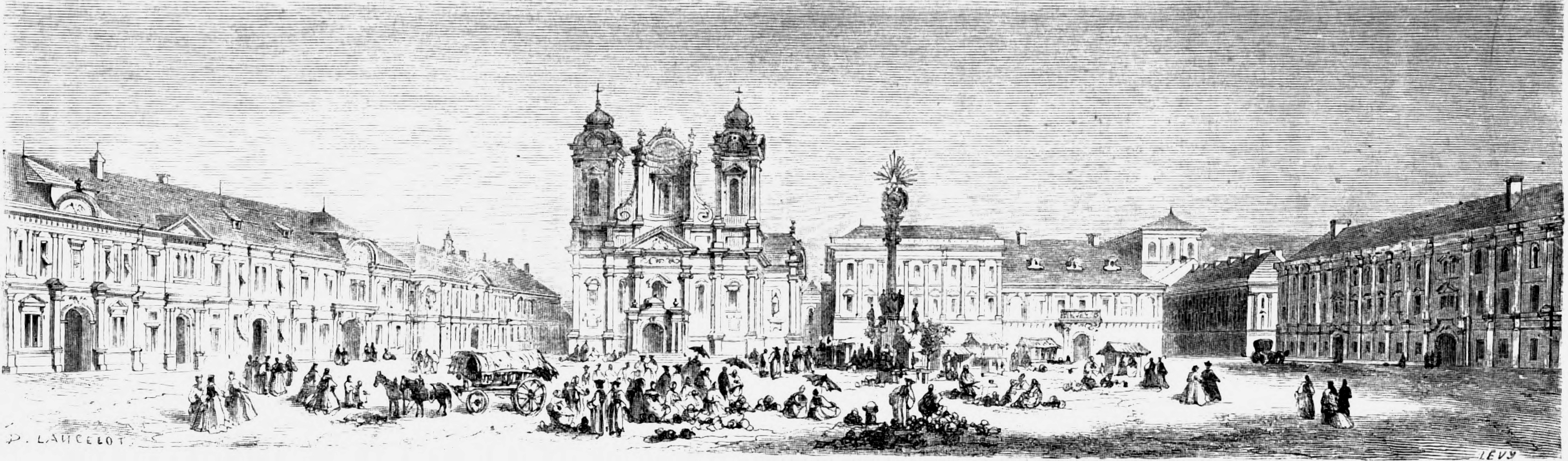
Temešvár v roce 1860

Habsburkové město, stejně jako celý tzv. Temešvárský Banát, dobyli v roce 1716, poté se město rychle rozvíjelo. Město bylo prohlášeno pevností a obklopila je rozsáhlá opevnění, z nichž se dodnes dochoval bastion Marie Terezie. V roce 1857 bylo napojeno na železniční síť a roku 1869 zde začaly jezdit tramvaje tažené koni. 12. listopadu 1884 za zařadilo mezi první evropská města s pouličním osvětlením.
Během první světové války docházelo v Temešváru ke střetům mezi Rumunským a Srbským královstvím. 14. listopadu 1918 město obsadilo srbské vojsko a 3. srpna 1919 nakonec rumunské. Na základě Trianonské smlouvy byl Temešvár 4. června 1920 přičleněn k Rumunsku. Protože byl dosud infrastrukturou napojen na středoevropský region, znamenalo to ekonomickou stagnaci. Za druhé světové války bylo město poškozeno německým bombardováním 31. října 1944.
V letech 1945–1949 byla velká část německého obyvatelstva deportována a byl jí zabavován majetek. Roku 1948 byl znárodněn průmysl. Pod vlivem Maďarského povstání vypukla ve městě v říjnu 1956 protirežimní studentská revolta, při které bylo zatčeno okolo 2 000 studentů.
15. prosince 1989 zde začala revoluce proti režimu Nicolae Ceaușesca. Duchovní Maďarské reformované církve László Tőkés měl být deportován tajnou policií Securitate a v reakci nato obstoupili členové církve jeho dům. Lidé, mezi nimiž byli i Rumuni, se shromáždili na centrálním náměstí Piața Operei. Komunistická vláda nařídila armádě střelbu do lidí. Mnoho důstojníku odmítlo pálit a přidalo se na stranu davu. Securitate však začala do lidí pálit a byla věrná Ceaușescovi až do jeho konce. To byl začátek konce komunistického režimu, který padl o týden později. 20. prosince byl Temešvár prohlášen prvním „svobodným městem“. Celkem během revoluce v Rumunsku zemřelo 1 104 lidí a 3 321 jich bylo zraněno. Dnes oběti připomínají památníky na hlavním náměstí.

## Charakter města

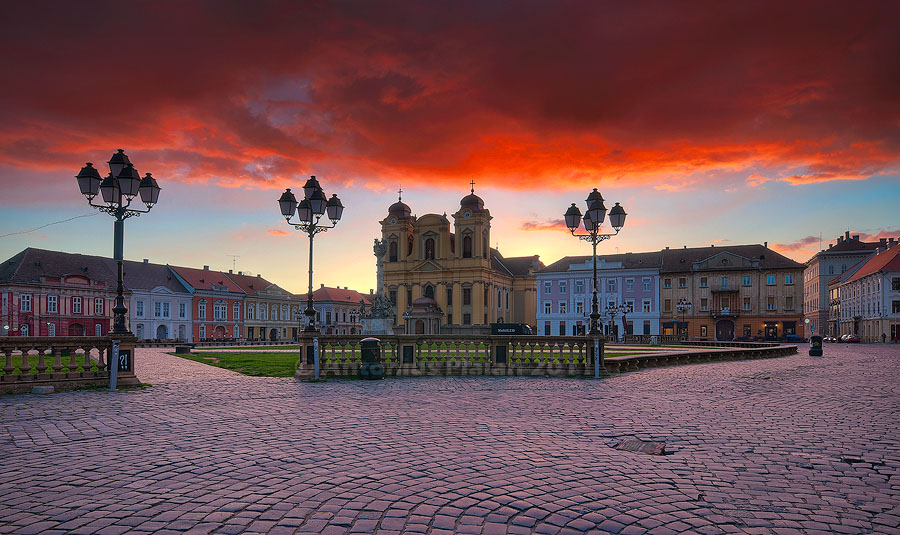
Náměstí Sjednocení (Piața Unirii) při východu Slunce

Město je jedním z největších v zemi, je hospodářským i kulturním centrem celé oblasti, jsou zde zastoupena mnohá odvětví průmyslu, hlavně chemie, polygrafie a strojírenství. V roce 1962 tu vznikla univerzita, již delší dobu tu ale existuje mnoho vysokých škol. Temešvár je multikulturní město s vlivnými menšinami hlavně Němců, Maďarů a Srbů, stejně jako Italů, Palestinců a Řeků.

### Etnické složení
- Rumuni: 271 677 (85,52 %)
- Maďaři: 24 302 (7,65 %)
- Němci: 7 157 (2,25 %)
- Srbové: 6 311 (1,98 %)
- Romové: 3 062 (0,96 %)
- Bulhaři: 1 218 (0,38 %)

## Osobnosti
- Nikolaus Lenau (1802–1850), rakouský básník
- Martin Nováček (1834–1906), český dirigent a skladatel, od roku 1870 působil v Temešváru
- Johnny Weissmüller (1904–1984), americký plavec a herec
- Ștefan Kovács (1920–1995), rumunský fotbalista a trenér
- Jolanda Balașová (1936–2016), rumunská atletka, výškařka
- Ionel Drâmbă (1942–2006), rumunský sportovní šermíř
- Ana Blandiana (* 1942), rumunská básnířka
- Herta Müllerová (* 1953), německá spisovatelka, držitelka Nobelovy ceny za literaturu
- Edina Gallovitsová-Hallová (* 1984), rumunská tenistka

## Pamětihodnosti

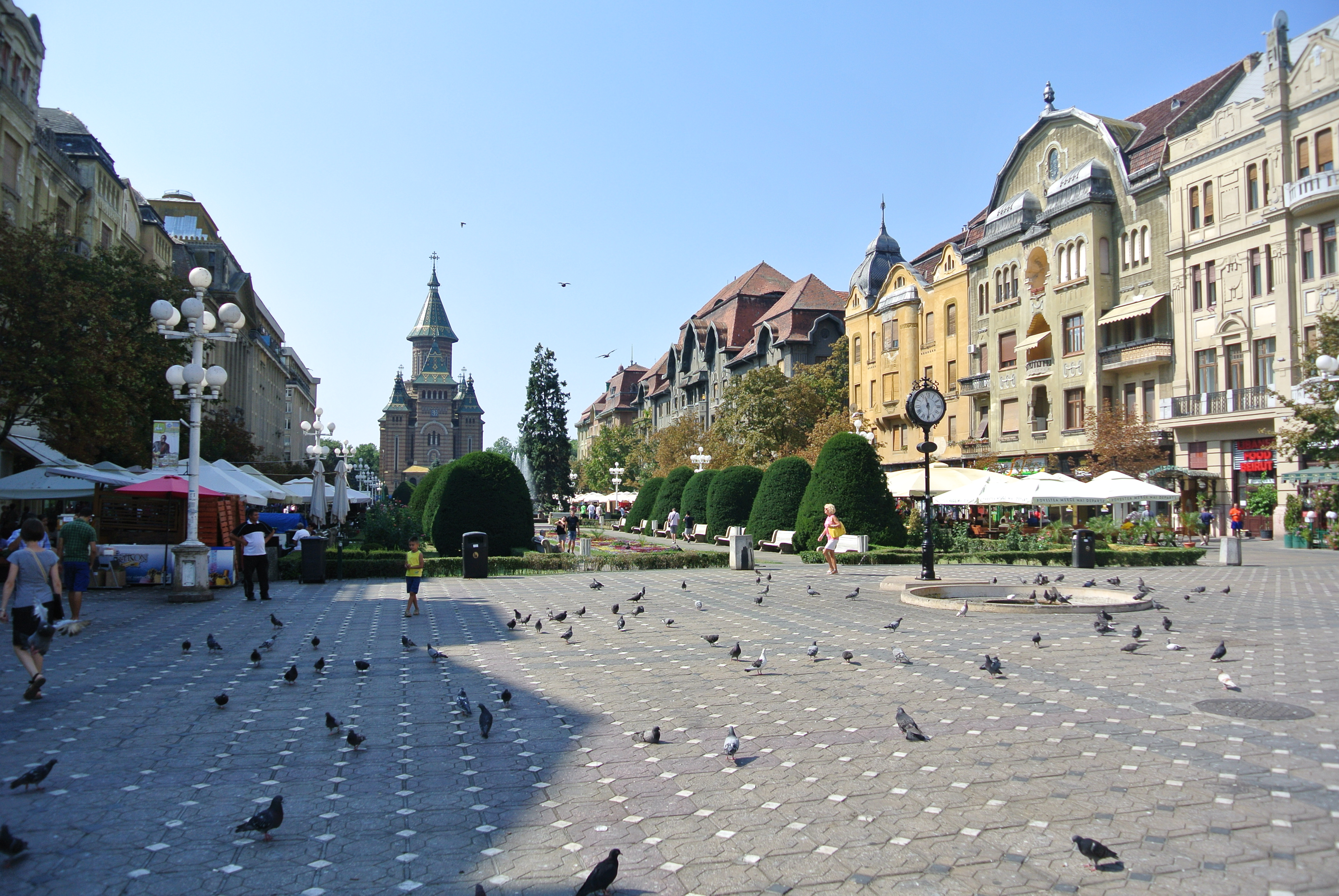
Vítězné náměstí (Piaţa Victoriei) s rumunskou pravoslavnou katedrálou

- Muzeum Banátu na hradě Hunyadi bylo založeno v roce[ujasnit] Banátskou společností pro historii a archeologii
- Katedrální chrám Tří hierarchů, chrám Rumunské pravoslavné církve z let 1937–1940, zasvěcený Basileiovi Velikému, Řehoři Naziánskému a Janu Zlatoústému. Je sídlem temešvárského biskupa. Má 11 věží, nejvyšší dosahuje 90,5 metrů.
- Sloup Nejsvětější Trojice na náměstí Sjednocení z let 1739–1740 zhotovil vídeňský sochař Georg Raphael Donner.
- Katedrála svatého Jiří je barokní římskokatolická katedrála temešvárské diecéze. Byla postavena po odchodu Osmanů v letech 1736–1774 rakouským architektem Josefem Emanuelem Fischerem z Erlachu.
- Katedrála Nanebevstoupení Páně Srbské pravoslavné církve je barokní stavba postavená v letech 1744–1748 na místě vyhořelého pravoslavného chrámu.
- Rumunská opera a Národní divadlo je budova z let 1871–1875 postavili rakouští architekti Hermann Helmer a Ferdinand Fellner.
- Dikasteriánský palác je mohutná třípatrová budova z let 1855–1860, která původně sloužila vládním účelům a později justici.

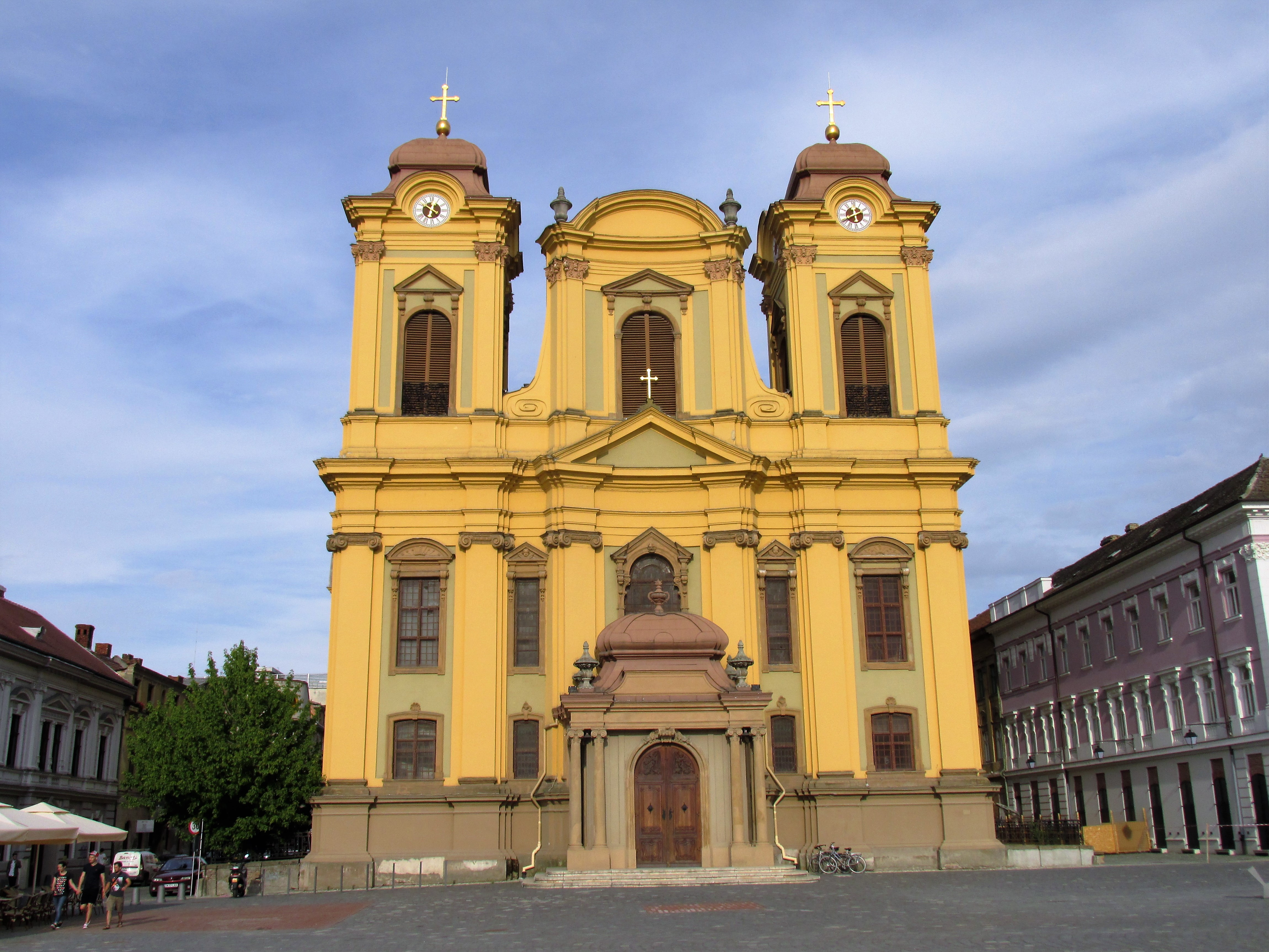
Katedrála sv. Jiří, náměstí Sjednocení

## Partnerská města
- Cancún, Mexiko
- Faenza, Itálie
- Gera, Německo
- Karlsruhe, Německo
- Mylhúzy, Francie
- Novi Sad, Srbsko
- Rueil-Malmaison, Francie
- Sassari, Itálie
- Segedín, Maďarsko
- Šen-čen, Čína
- Treviso, Itálie
- Zrenjanin, Srbsko